# Isaak Augustijn Rumpf
Isaak Augustijn Rumpf, ook wel geschreven als Rumph (Den Haag, 21 november 1673 – Colombo, 11 juni 1723), was een Nederlands jurist en als koopman in dienst van de VOC. Hij was gouverneur van Ceylon van 1716 tot 1723.

## Familie
Isaak Rumpf stamde uit een adellijke familie die oorspronkelijk uit Duitsland kwam. Zijn grootvader Christian Rumpf (1580-1645) was begin 17de eeuw de lijfarts van Paltsgraaf Frederik V, later koning van Bohemen en vestigde zich in 1621 in Den Haag. Hij werd daar lijfarts van de prinsen Maurits en Frederik Hendrik en zijn vrouw Amalia van Solms en bevriendde Constantijn Huygens. Isaaks vader, Christiaan Constantijn Rumpf (1633-1706), was Huygens' petekind. Hij was eind 17de eeuw een succesvol diplomaat namens de Staten-Generaal die op de ambassade in Parijs werkte als secretaris van Willem Boreel, en na diens dood als zijn opvolger. Tijdens de oorlog met Frankrijk en het rampjaar 1672 bleef hij als enige achter om de belangen van de Republiek te behartigen. In 1674 werd hij ambassadeur aan het Hof van Zweden. Isaak werd tussen die twee uitzendingen in Den Haag geboren, maar bracht waarschijnlijk zijn jeugd door in Stockholm. Daarna studeerde hij in Leiden, waar hij op 21 februari 1704 promoveerde tot meester in de rechten.

## In dienst van de VOC
Drie jaar later ging hij als onderkoopman naar Indië voor de Kamer Amsterdam van de VOC. Onderweg trouwde hij aan de Kaap de Goede Hoop met Gijsberta Blesius, de oudste dochter van de independent fiscaal aan de Kaap, Johan Blesius.
Op 8 maart 1709 werd hij secretaris van de Raad van Ceylon in Colombo. Die raad bestond uit 8 personen, waaronder de secretaris, en werd voorgezeten door de gouverneur. Dat was op dat moment al twee jaar Hendrik Becker. Rumpf en Becker waren aangetrouwde familie. Gijsberta's jongste zus Deliana was getrouwd met Cornelis van Beaumont, die weer een zoon was van een zus van Becker. Ook Van Beaumont was in Ceylon, als onderkoopman, en ondernam in 1712 een gezantschap naar de koning van Kandy in het binnenland. Een jaar later vertrok hij als fiscaal naar de Kaap.
Gouverneur Becker was bezig overal onkosten en fraude te bestrijden om Ceylon weer winstgevend te maken. De uitgaven aan het bestuur en de verdediging van Ceylon moesten zoveel mogelijk gedekt worden door lokale inkomsten en mochten niet drukken op de winst die in de Republiek gemaakt werd met het belangrijkste exportproduct van het eiland, kaneel.
Als secretaris was het Rumpfs taak om een lijst bij te houden van alle besluiten van de Raad van Ceylon. Hij had een grote staf van schrijvers, die in duidelijk handschrift afschriften maakten van alle brieven en andere documenten. Op 28 april 1710 werd hij bevorderd tot koopman. Het jaar daarop werd ook hij door Becker beschuldigd van fraude. Hij zou clandestien koraal en barnsteen naar Batavia hebben laten vervoeren, en moest zich daarvoor in Batavia verantwoorden. De independent fiscaal, Pieter Macaré, tekende daar op dusdanige wijze protest tegen aan dat hij door Becker op staande voet ontslagen werd. Rumpf en Macaré moesten voor de Raad van Justitie in Batavia verschijnen maar werden vrijgesproken. Rumpf keerde terug naar Ceylon en werd op 8 augustus 1712 tot opperkoopman en hoofdadministrateur benoemd. Hiermee was hij secunde (tweede man) in de Raad en dus vice-gouverneur van Ceylon.

## Gouverneur van Ceylon

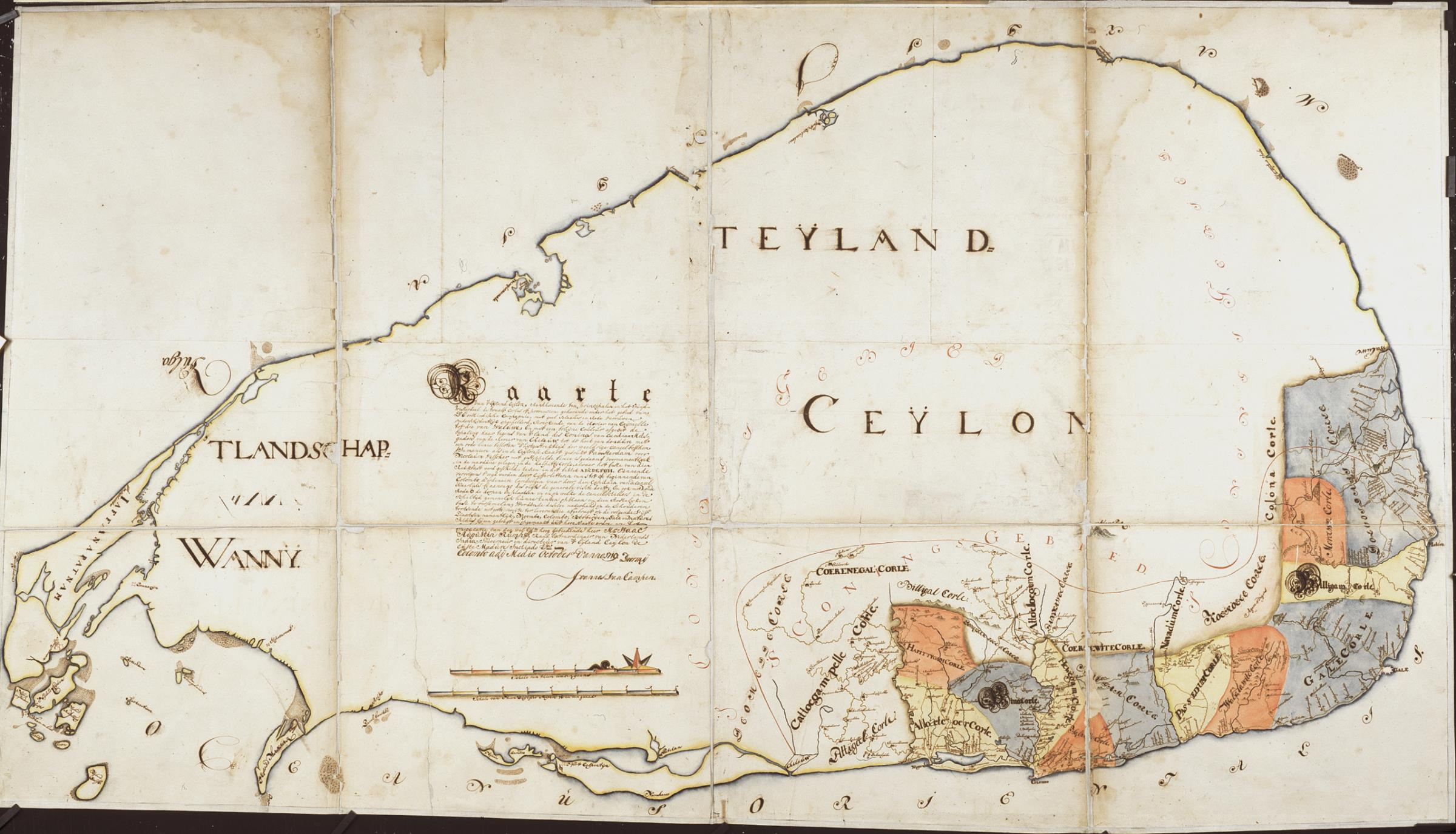
Kaart van Ceylon gemaakt in opdracht van Rumpf, met een nauwkeurige weergave van de kustlijn, de kaneelgebieden van de VOC in het zuidwesten en Jaffnapatnam in het noorden (links).

Toen Becker in juli 1716 op eigen verzoek eervol ontslagen werd en naar de Republiek vertrok werd Rumpf benoemd tot zijn opvolger. Ook werd hij extraordinair raad van Indië, zoals gebruikelijk was bij gouverneurs van Ceylon.
De VOC controleerde in deze tijd een groot deel van de kust van het eiland, en had gebieden in bezit in het zuidwesten en noordoosten, die halverwege de 17de eeuw op de Portugezen waren veroverd. In het binnenland bevond zich het koninkrijk Kandy. Het was de VOC er veel aan gelegen een goede relatie met de koning van Kandy te onderhouden, om ieder jaar weer toestemming te kunnen krijgen voor het verzamelen van kaneel op Kandiaans grondgebied. Ook voor het transport van olifanten en arecanoten (betelnoten) was die toestemming nodig. In 1707, onder gouverneur Simonsz, waren echter op last van de Heren XVII de enige havens via welke Kandy nog handel met India kon drijven afgesloten. Gouverneur Becker had de protesten van het hof van Kandy altijd af kunnen houden door te doen alsof dit wellicht een tijdelijke maatregel was, maar Rumpf berichtte het hof nu onomwonden dat het permanent was. Dit maakte zijn verhouding met Kandy van het begin af aan problematisch. Ook werd vanaf 1710 de relatie met Kandy bemoeilijkt door de frequente aanwezigheid aan het hof van de schoonvader van de koning, de nayak van Madoera. Deze was de VOC niet goed gezind, en kon de koning adviseren vanuit zijn ervaring met hoe de VOC optrad in Madoera en Malabar. Als tegenmaatregel voor het sluiten van de havens sloot Kandy de grensovergangen (gravetten genaamd) tussen het grondgebied van Kandy en dat van de VOC. Ook toen ze in 1719 weer werden geopend, en het jaar daarop een missie vanuit Kandy naar Colombo kwam om te vragen de haven van Puttalam te heropenen, weigerde Rumpf dat. Aan Batavia schreef hij dat hij een opstand van de bevolking verwachtte omdat hun ruilhandel met India in arecanoten en textiel niet meer mogelijk was.
In 1720 werd Rumpf bevorderd tot ordinair raad van Indië. Het jaar daarop rapporteerde hij het hoogste batig saldo voor Ceylon sinds de verovering van Galle in 1640. Een flinke verbetering ten opzichte van eind 17de eeuw, toen Pieter van Dam de regio in zijn 'Beschrijvinge van de Oostindische Compagnie' in financieel opzicht nog kwalificeerde als 'een lastigh pack met alle die steden, sterckten en besettingen'. Een vernieuwing die Rumpf had doorgevoerd was de verbouw van koffie, die in Europa van exotische delicatesse in een volksdrank aan het veranderen was, zodat er een grote vraag naar ontstond. In september 1720 had hij een plakkaat gepubliceerd waarin de bevolking werd gestimuleerd deze verbouw ter hand te nemen tegen zeer gunstige voorwaarden. Vooralsnog had de koffiecultuur het echter moeilijk. Vooral bij Galle en Matara regende het te veel in de zuidwestmoesson. Sinds lange tijd kon er ook weer een parelvisserij in de baai van Mannar worden gehouden. Een minder gunstige ontwikkeling was het knagen door de Raad in Batavia aan de positie van Ceylon als rendez-vous voor de retourvloot van West-Azië. De Raad vond dat dat ten koste ging van de positie en welvaart van Batavia. Vanaf 1718 moesten alle goederen uit Bengalen die voor de Republiek waren bestemd weer naar Batavia worden verscheept in plaats van naar Galle.

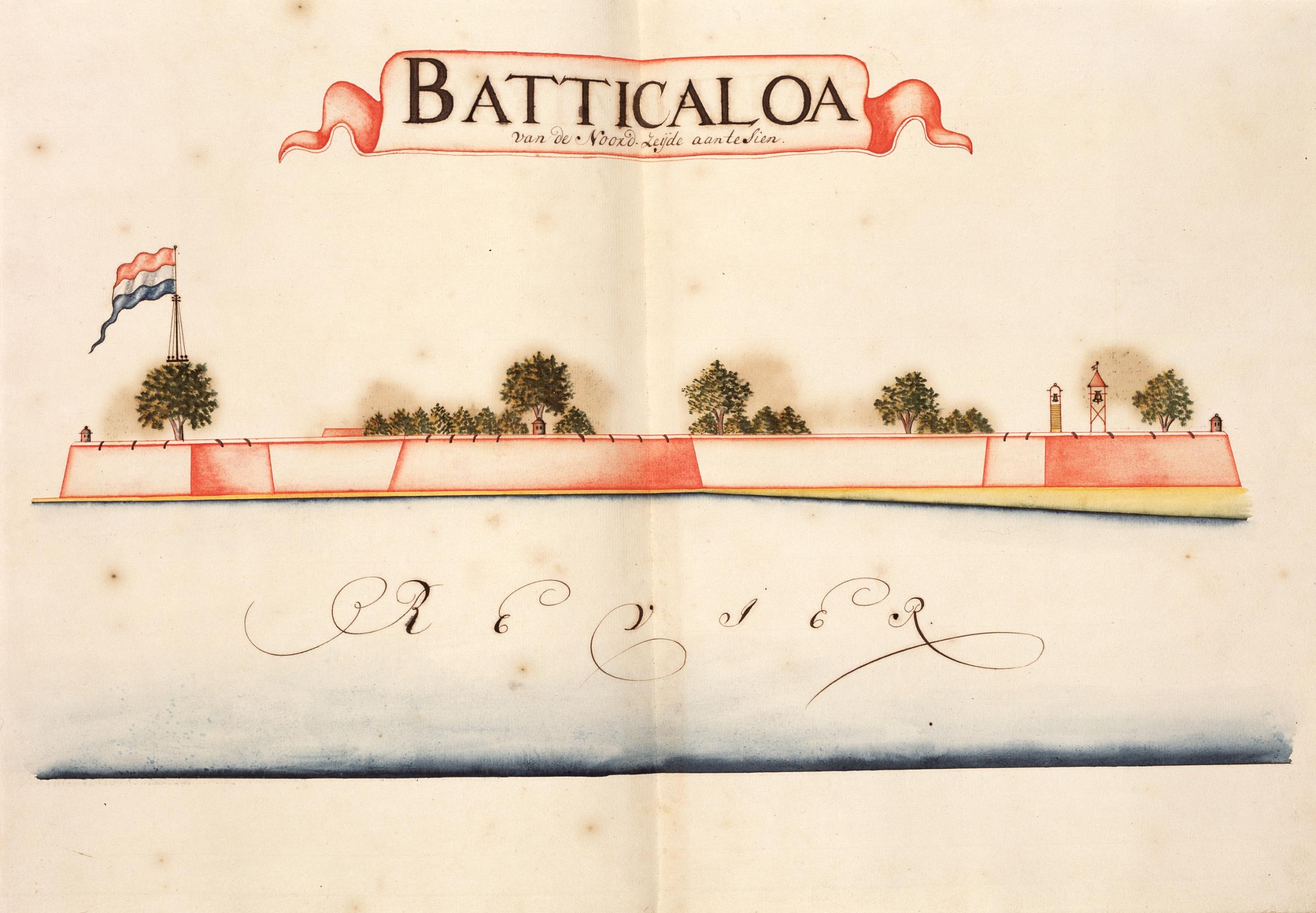
Afbeelding van Fort Batticaloa, gemaakt op Rumpfs inspectietocht aan de oostkust in 1721.

In deze jaren maakte Rumpf zoals alle gouverneurs van Ceylon verscheidene inspectietochten in het noorden, oosten en zuidwesten. Hier maakte hij uitgebreid verslagen van, vol met tekeningen en kaarten gemaakt door kunstenaars en landmeters. De verslagen zijn gebruikt door François Valentijn in zijn 'Oud en Nieuw Oost-Indiën' en zijn tegenwoordig aanwezig in het Nationaal Archief in Den Haag.
In 1723 braken onlusten uit onder de chalia's, de kaste die in de bossen de kaneel voor de VOC verzamelde als herendienst. Zij wisten dat de VOC erg van hen afhankelijk was en klaagden over een te hoge werklast. Ze wendden zich tot de koning van Kandy, die hen echter niet steunde. Rumpf wist de stakers weer aan het werk te krijgen en nam hen voor straf een aantal privileges af die hen eerder waren toegekend.
Op 11 juni 1723 overleed Rumpf plotseling, vermoedelijk aan een hartaanval. Het verhaal gaat dat hij aangedaan was door de dood van de fiscaal Barend van der Swaan die samen met zijn vrouw door hun bediendes was vermoord. Rumpf werd met veel eerbetoon begraven in de kerk in het fort van Colombo. Het gouverneurschap werd tijdelijk waargenomen door de commandeur van Galle, Arnoud Mol, totdat Rumpfs opvolger, Johannes Hertenberg, gearriveerd was. Rumpfs weduwe Gijsberta vertrok naar Batavia, waar ze in 1726 hertrouwde met Everhard Kraayvanger, advocaat-fiscaal van Indië. Een jaar later gingen ze met de retourvloot naar de Republiek, met Kraayvanger als bevelhebber. Gijsberta stierf op 83-jarige leeftijd in Delft.

## Afbeeldingen

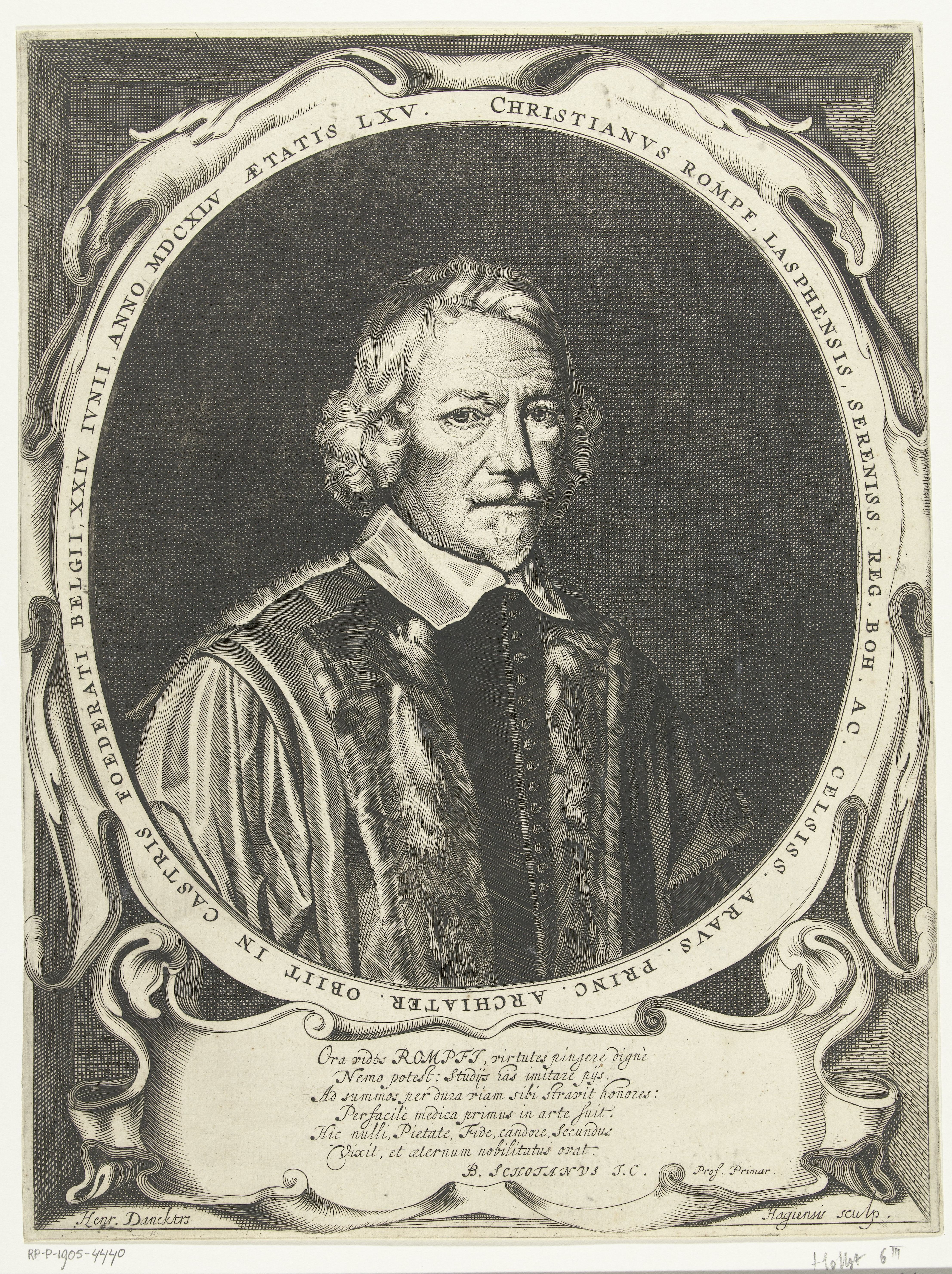
Van Isaak Rumpf bestaan geen portretten. Wel van zijn grootvader Christiaan Rumpf, een beroemde arts in zijn tijd.
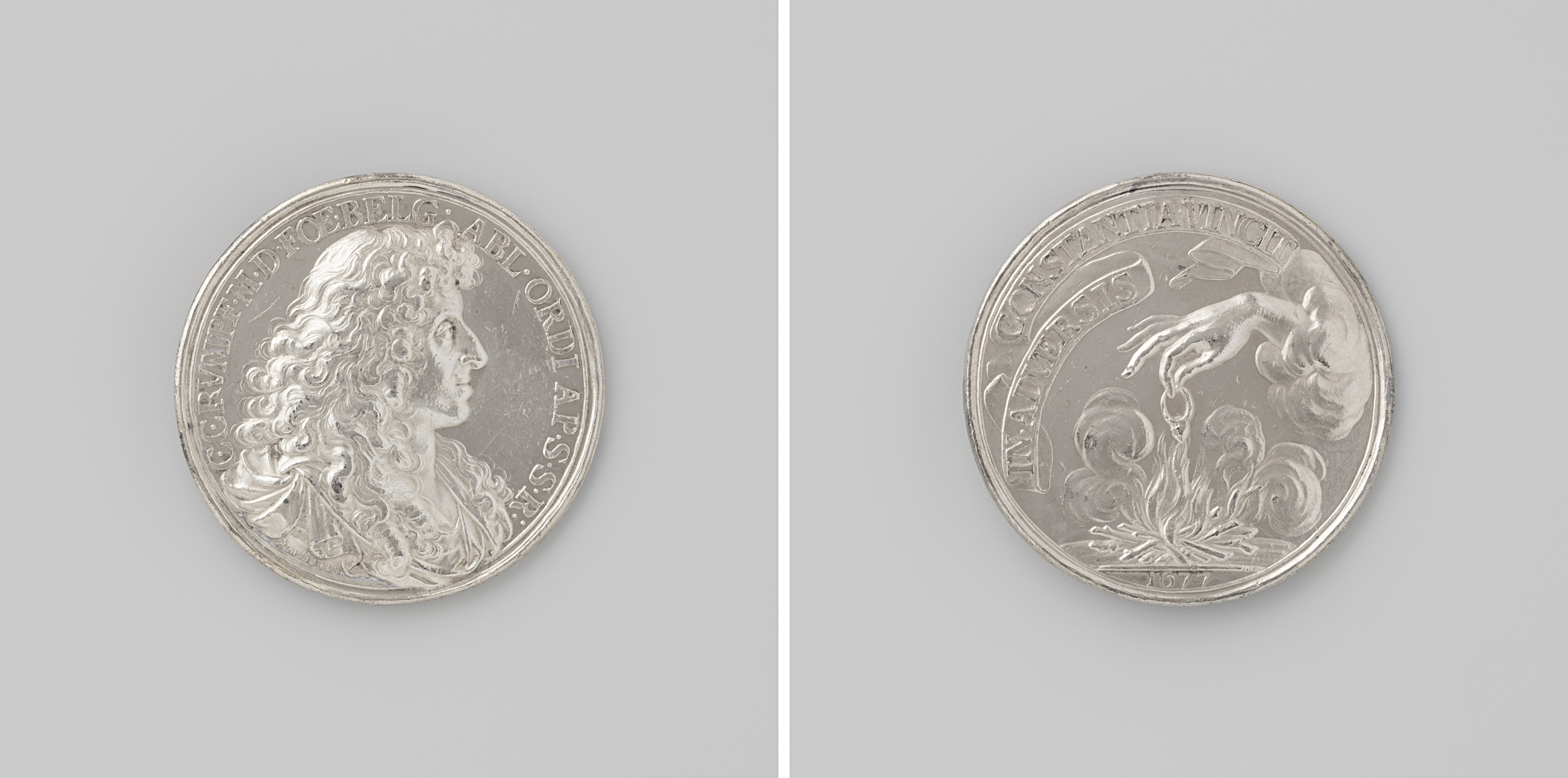
De vader van Rumpf, Christiaan Constantijn Rumpf, afgebeeld op een zilveren penning toen hij diplomaat was in Zweden.
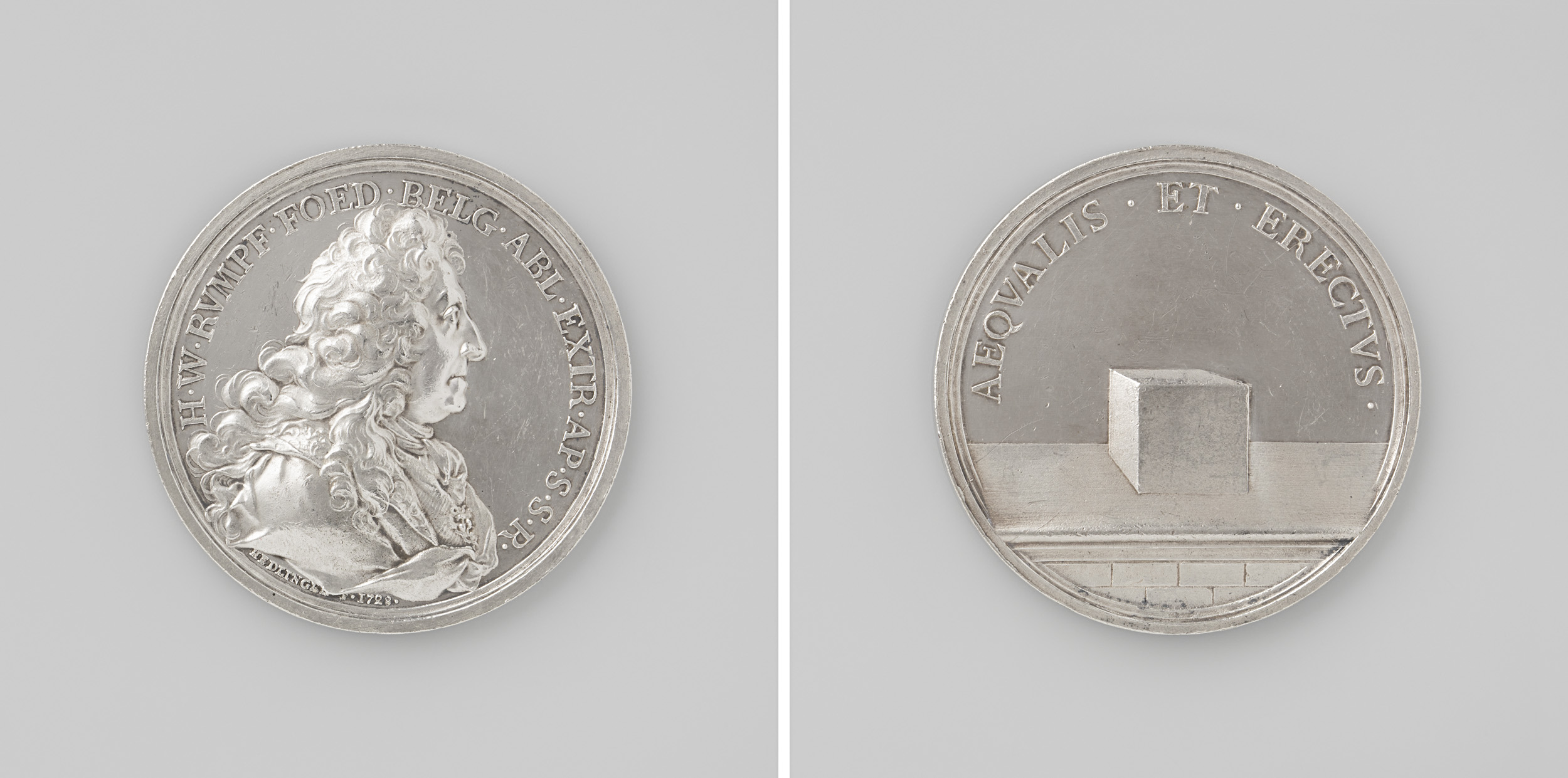
Hendrik Willem Rumpf, een broer van Isaak, en opvolger van zijn vader als gezant aan het hof van Zweden.